# La Coscollosa (Alfara de Carles)
|  | Aquest article tracta sobre la Coscollosa d'Alfara de Carles. Vegeu-ne altres significats a «la Coscollosa (la Sénia)». |

La Coscollosa és una muntanya de 879 metres que es troba al municipi d'Alfara de Carles, a la comarca catalana del Baix Ebre.
Al cim podem trobar-hi un vèrtex geodèsic (referència 247149001).
Aquest cim està inclòs al llistat dels 100 cims de la FEEC.  